# Гарадаглы (Шекинский район)
Гарадаглы или Карадаглы (азерб. Qaradağlı) — село в Шекинском районе Азербайджана. 

## География
Гарадаглы расположено на правом берегу реки Айричай, недалеко от Ходжалинского урочища, в 17 км к западу от  административного центра района — города Шеки, к северо-западу находится селение Бабаратма.

## История
В начале XIX века Восточное Закавказье вошло в состав Российской империи. Шекинское ханство, занимавшее территорию нынешнего одноимённого района, было преобразовано в Шекинскую провинцию.
«Описание Шекинской провинции, составленное в 1819 году, по распоряжению главноуправляющего в Грузии Ермолова, генерал-майором Ахвердовым и статским советником Могилёвским», упоминает «татарскую» деревню Карадаглы Шекинского магала, которая управлялась сельским узбашем.

## Население
По данным за 1856 год село Карадаглы Гюйнюкского магала населяли азербайджанцы, обозначенные в источнике по терминологии тех времён «татарами».
Языком жителей являлся азербайджанский (в источнике «татарский»). Религиозная принадлежность — мусульмане (сунниты и шииты).
По сведениям за 1886 год село Карадаглы Бабаратинского сельского общества Нухинского уезда имело 126 жителей (28 дымов), население «татары» под которыми обозначались азербайджанцы. В тех же материалах указывалось, что все жители являются мусульманами-суннитами.
По состоянию на 1977 год население села составляло 492 человек. Население в основном было занято разведением зерновых, табаководством, животноводством.
В селе имелись восьмилетняя школа, клуб, библиотека, киноустановка, узел связи.